# Felix Wach
Felix Gustav Adolf Wach (* 19. April 1871 in Frankfurt am Main; † 21. August 1943 in Dresden) war ein deutscher Jurist und sächsischer Verwaltungsbeamter.

## Leben
Wach war der Sohn des Rechtswissenschaftlers Adolf Wach und Enkel des Komponisten Felix Mendelssohn Bartholdy. Er heiratete im Jahr 1897 seine Verwandte Katharina von Mendelssohn-Bartholdy (1876–1956), eine Tochter des Bankiers Ernst von Mendelssohn-Bartholdy, die von 1912 bis 1939 Besitzerin der Villa Wach war. Aus der Ehe gingen drei gemeinsamen Kinder hervor, die Söhne Joachim und Hugo Wach (1899–1970) und die Tochter Susanne Heigl (1902–1998), die im Jahr 1944 zusammen mit ihrer Mutter im KZ Theresienstadt inhaftiert wurde, aus dem sie durch Freikauf durch Schweizer Verwandte in die Schweiz emigrieren konnten.
Wach studierte Rechtswissenschaften, unter anderem in Lausanne, wo er Mitglied der Studentenverbindung Germania Lausanne wurde. In Leipzig promovierte er im Jahr 1896 mit einer Schrift über den Zwangsvergleich. Er absolvierte das zweijährige Referendariat an den Amts- und Landgerichten Rochlitz und Chemnitz, trat anschließend in sächsische Staatsdienste und übersiedelte im Jahr 1899 mit seiner Familie nach Dresden. In den Jahren von 1902 bis 1904 war er Legationssekretär beim Oberverwaltungsgericht. Er wurde Legationsrat im Außenministerium, Amtshauptmann in der Amtshauptmannschaft Oschatz und Präsident des Landespreisamtes. Er war im Jahr 1914 als Rittmeister der Reserve im Garde-Reiter-Regiment angegeben.
Nach dem Tod seines Vaters Adolf im Jahr 1926 betreute Wach bis zu seinem Tod einen Teil des Nachlasses von Felix Mendelssohn Bartholdy. Die Sammlung gehört seit 1969 zum Stadtgeschichtlichen Museum Leipzig, ein Teil ist seit 1997 im Mendelssohn-Haus ausgestellt.

## Schriften
- Der Zwangsvergleich. Eine civilprozessuale Abhandlung. Veit & Comp, Leipzig 1896 (Ausgewählte Doktordissertationen der Leipziger Juristenfakultät). Zugl. Leipzig, Univ., Jur. Diss., 1896.
- Kgl. Sächs. Gesetz, die Organisation der Behörden für die innere Verwaltung betreffend vom 21. April 1873 nebst den damit in Verbind. stehenden Gesetzen u. Verordnungen. Handausgabe. Roßberg, Leipzig 1905.

## Auszeichnungen
Wach erhielt folgende Auszeichnungen:
- Albrechtsorden (Ritterkreuz I. Klasse mit der Kriegsdekoration)
- Kriegsverdienstkreuz
- Verdienstorden vom Heiligen Michael (II. Klasse mit Stern)